# Mitch Mitchell
John Ronald "Mitch" Mitchell, (Londres, Reino Unido, 9 de julio de 1946-Portland, Oregón, Estados Unidos, 12 de noviembre de 2008) fue un músico inglés reconocido principalmente por su trabajo como baterista en la banda The Jimi Hendrix Experience.

## Biografía
Mitch Mitchel fue un influyente baterista de entre finales de los años 60 y comienzo de los años 70.
Se consagró por su trabajo en canciones como Manic Depression y Third Stone From the Sun. Mitch fue muy influido por el jazz y fue fuertemente inspirado por su labor con Elvin Jones. Mitch comenzó una forma de tocar que sería llamada más tarde fusión, En 1966, este innovador estilo de tocar era nuevo en el Rock. 
En 1968 participa en el especial de televisión "The Rolling Stones Rock and Roll Circus" como batería de The Dirty Mac, un grupo formado por John Lennon, Eric Clapton y Keith Richards, donde interpretan la canción Yer Blues.
Mitch era un importante colaborador musical de Jimi Hendrix, tocando en el trío The Jimi Hendrix Experience desde octubre de 1966, hasta 1969. Siendo esta su banda en el festival de Woodstock en agosto de 1969. También trabajó con la banda The Cry of Love, en 1970. 
Después de la muerte de Jimi Hendrix, Mitch (junto con el ingeniero Eddie Kramer), finalizó varias grabaciones incompletas de Jimi Hendrix, dando lugar al álbum lanzado con el nombre de Cry of Love y Rainbow Bridge. 
En 1972, se unió a dos guitarristas, April Lawton y Mike Pinera para formar Ramatam. Grabaron un álbum con el que abrirán el espectáculo para ELP en varios conciertos. Irónicamente, Mitch había sido invitado a tocar en ELP, en 1970, pero declinó en favor a tocar con Jimi Hendrix. Mitch también hizo algunos trabajos con Terry Reid, Jack Bruce y Jeff Beck (sustituyendo a Cozy Powell, ya que estaba enfermo).
A finales de los años 70 y hasta los años 90, Mitch sobresalió poco, haciendo trabajos eventuales (como el álbum Long Walk Home, de Junior Brown) y también participando en varios vídeos y entrevistas relacionadas con Jimi Hendrix. 
Formó parte de la banda Gypsy Sun Experience, junto con el antiguo bajista de Jimi Hendrix, Billy Cox y el guitarrista Gary Serkin.
Falleció el 12 de noviembre del 2008 a los 61 años por causas naturales. De esta manera, la banda The Jimi Hendrix Experience perdió a su último miembro sobreviviente.

## Discografía
- 1967: The Jimi Hendrix Experience – Are You Experienced
- 1968: The Jimi Hendrix Experience – Axis: Bold As Love
- 1968: The Jimi Hendrix Experience – Electric Ladyland
- 1968: The Dirty Mac- "The Rolling Stones Rock and Roll Circus" (Interpretando una sola canción, "Yer Blues")
- 1969: Martha Velez – Fiends and Angels
- 1971: Jimi Hendrix – The Cry of Love
- 1971: Jimi Hendrix – Rainbow Bridge
- 1972: Jimi Hendrix – War Heroes
- 1972: Ramatam – Ramatam
- 1980: Roger Chapman – Mail Order Magic
- 1986: Greg Parker – Black Dog
- 1998: Junior Brown- Long Walk Back
- 1999: Jimi Hendrix – Live At Woodstock
- 1999: Bruce Cameron- Midnight Daydream
- 2010: Jimi Hendrix – Valleys of Neptune
- 2013: Jimi Hendrix – People, Hell & Angels